# 無刺擬魾
無刺擬魾，為輻鰭魚綱鯰形目粒鯰科的其中一種，為熱帶淡水魚，分布於亞洲寮國Xe Banghiang及Xe Kong流域，體長可達3.5公分，棲息在礫石底質、水流快速的溪流底層水域，生活習性不明。

## 扩展阅读
維基物種上的相關：無刺擬魾